# Rennemoulin
Rennemoulin is een gemeente in het Franse departement Yvelines (regio Île-de-France) en telt 121 inwoners (2009). De plaats maakt deel uit van het arrondissement Saint-Germain-en-Laye.

## Geografie
De oppervlakte van Rennemoulin bedraagt 2,2 km², de bevolkingsdichtheid is dus 55 inwoners per km².
De onderstaande kaart toont de ligging van Rennemoulin met de belangrijkste infrastructuur en aangrenzende gemeenten.

## Demografie
Onderstaande figuur toont het verloop van het inwonertal (bron: INSEE-tellingen).